# Amt Kirchspielslandgemeinde Burg-Süderhastedt

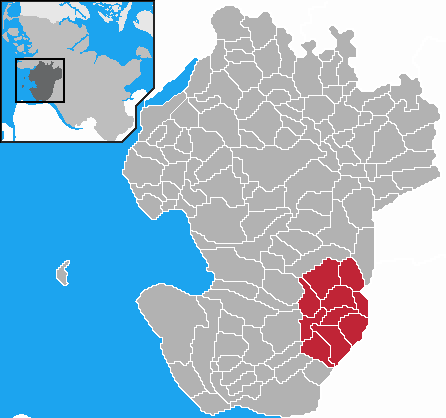
Lage des ehem. Amtes KLG Burg-Süderhastedt im Kreis Dithmarschen

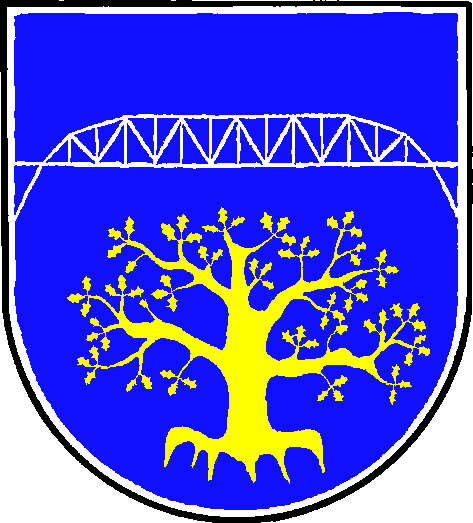
Wappen des ehem. Amtes KLG Burg-Süderhastedt

Das Amt Kirchspielslandgemeinde Burg-Süderhastedt war ein Amt im Kreis Dithmarschen in Schleswig-Holstein mit Verwaltungssitz in Burg (Dithmarschen). Zum 1. Januar 2008 haben sich die Gemeinden des Amtes mit den Gemeinden des Amtes Kirchspielslandgemeinde Eddelak-St. Michaelisdonn zum Amt Burg-Sankt Michaelisdonn zusammengeschlossen.
Das Amt hatte eine Fläche von knapp 105 km² und zuletzt rund 10 000 Einwohner in den Gemeinden
1. Brickeln
2. Buchholz
3. Burg (Dithmarschen)
4. Eggstedt
5. Frestedt
6. Großenrade
7. Hochdonn
8. Kuden
9. Quickborn
10. Süderhastedt

## Wappen
Blasonierung: „In Blau ein bewurzelter goldener Eichbaum, darüber die silberne stilisierte Kanalbrücke bei Hochdonn.“